# Logowanie
Logowanie, meldowanie (ang. logging in) – proces uwierzytelniania i autoryzacji użytkownika komputera, polegający w większości przypadków na podaniu identyfikatora użytkownika i hasła uwierzytelniającego w celu uzyskania dostępu w wyniku ściśle zdefiniowanych uprawnień do korzystania z określonego systemu informatycznego, systemu komputerowego, komputera czy sieci komputerowej.
Procesem odwrotnym do logowania jest wylogowanie (odmeldowanie), czyli rezygnacja z uprzednio uzyskanego dostępu.
Większość systemów komputerowych, aby zwiększyć bezpieczeństwo, blokuje lub wylogowuje użytkownika po określonym czasie jego bezczynności.